# Tomás Jiménez Álvarez
Tomás Jiménez Álvarez (Salamanca, 11 de maig de 1979) és un exfutbolista castellanolleonès, que ocupava la posició de defensa.

## Trajectòria
Sorgeix de les categories inferiors de la UD Salamanca. Hi debuta amb el primer equip a la temporada 98/99, amb els castellans a primera divisió. Hi disputa deu partits, però el seu conjunt queda cuer.
Durant la dècada dels 2000 esdevé en un dels jugadors clàssics del Salamanca, tot i que només serà titular indiscutible la temporada 02/03, la resta alternant-la amb la suplència, tant a Segona, com a Segona B. En total, va sumar 176 partits i 4 gols amb els castellans entre Primera i Segona Divisió.
A partir del 2008, la seua carrera prossegueix per equips més modestos: Zamora CF (08/09) i CP Cacereño (09/...).